# Tephrosia kassasii
Tephrosia kassasii är en ärtväxtart som beskrevs av Loutfy Boulos. Tephrosia kassasii ingår i släktet Tephrosia och familjen ärtväxter. Inga underarter finns listade i Catalogue of Life.